# Michael Chabon
Michael Chabon, född 24 maj 1963 i Washington D.C., är en amerikansk författare. 
Chabons första roman, The Mysteries of Pittsburgh (1988), gavs ut då Chabon var 25 år. Den följdes upp av en andra roman, Wonder Boys (1995), och två novellsamlingar. År 2000, gav Chabon ut The Amazing Adventures of Kavalier & Clay, en kritikerrosad roman som vann 2001 års Pulitzerpris för skönlitteratur. Hans roman, The Yiddish Policemen's Union, en roman inom genren alternativhistoria gavs ut 2007 och vann Hugopriset för bästa roman, Sidewise Award for Alternate History, och Nebulapriset. Hans serieroman Gentlemen of the Road kom ut i bokform under samma år.
Sedan det sena 1990-talet har Chabon skrivit i ett flertal olika stilar för olika medier; han skriver handlingsdrivna berättelser och, förutom romaner, har han skrivit filmmanus, barnböcker, serier.

## Biografi
Michael Chabon är son till Robert Chabon, en läkare och advokat, och Sharon Chabon, även hon advokat. Han uppfostrades i en familj som bekände sig till judendomen. Hans föräldrar skilde sig då Chabon var elva år och han växte upp i Pittsburgh, Pennsylvania och Columbia, Maryland. 
Chabon studerade vid Carnegie Mellon University i ett år innan han bytte till University of Pittsburgh, där han tog examen i konst 1984. Senare studerade han kreativt skrivande vid University of California, Irvine där han tog en masterexamen. Hans slutuppsats var vad som även blev hans debutroman, The mysteries of Pittsburgh, 1988 (Mysterier i Pittsburgh) och som blev en bästsäljare.
År 1987 gifte sig Chabon med poeten Lollie Groth. 
År 1991 gav Chabon ut A Model World and Other Stories, en novellsamling, av vilka många av berättelserna tidigare hade publicerats i The New Yorker.
Han skilde sig från Groth 1991 och gifte om sig med författaren Ayelet Waldman 1993. De bor i Berkeley, Kalifornien med sina fyra barn.
Efter framgången med The Mysteries of Pittsburgh, arbetade Chabon i fem år på sin andra roman Fountain City. Romanen handlar om en arkitekt som bygger den perfekta basebollparken i Florida. Chabon färdigställde aldrig romanen utan påbörjade i stället Wonder Boys, vilken kom att bli hans andra roman. Han skrev Wonder Boys på sju månader utan att meddela sin agent eller förläggare att han övergivit Fountain City. Boken gavs ut 1995, och blev en kommersiell och kritikerrosad framgång. Wonder Boys filmatiserades år 2000 med Curtis Hanson som regissör och med Michael Douglas bland skådespelarna.
År 1999 gav han ut sin andra novellsamling, Werewolves in their Youth, vilken innehöll hans första publicerade steg in i den litterära genren, skräckhistorien "In the Black Mill."
År 2000 publicerades vad som skulle komma att bli det stora genombrottet, The Amazing Adventures of Kavalier & Clay (Kavalier & Clays fantastiska äventyr), en episk historisk roman som kartlägger sexton år av Sammy Clay och Joe Kavaliers liv, två judiska kusiner som skapade en serie populära seriealbum, om en superhjälte, under det tidiga 1940-talet. Detta är början på serietidningarnas epok. 
År 2002, gav Chabon ut Summerland, en fantasyroman skriven för ungdomar och som vann 2003 års Mythopoeic Awards. Två år senare gav han ut The Final Solution, en roman om en utredning under de sista åren av andra världskriget, ledd av en okänd gammal man, som läsaren kan gissa sig till är Sherlock Holmes. Hans Dark Horse Comics projekt The Escapist, en antologi serier som gavs ut mellan åren 2004 till 2006. Den belönades med Eisnerpriset 2005 för bästa antologi och Harvey Awards för bästa antologi och bästa nya serie.
Under 2006 avslutade Chabon sitt verk Gentlemen of the Road, en 15-delars tecknad roman som gick i The New York Times från 28 januari till 6 maj 2007. Berättelsen utspelar sig kring år 950 och vi får följa två äventyrare som hamnar i det medeltida Judiska riket Khazars. Strax innan Gentlemen of the Road avslutades, gavs romanen, The Yiddish Policemen's Union ut, vilken han hade arbetat på sedan februari 2002. En hårdkokt detektivberättelse och alternativhistoria i vilken Israel kollapsar 1948 och europeiska judar slår sig ner i Alaska. I boken får judarna ”låna” staden Sitka i Alaska efter andra världskriget, men bara i 60 år. Sedan skall Sitka återgå till Alaska och miljontals judar tvingas lämna staden. Bara ett par månader innan de måste lämna Sitka sker ett mord som måste lösas. Romanen gavs ut 1 maj 2007.
En återkommande karaktär, som omnämns i tre av Chabons böcker men som egentligen aldrig framträder, är Eli Drinkwater, en fiktiv catcher i Pittsburgh Pirates. Den mest detaljerade beskrivningen av Drinkwaters liv förekommer i Chabons novell Smoke, 1990 vilken utspelar sig på Drinkwaters begravning. Drinkwaters namn kan ha valts som en hyllning till den samtida författaren John Crowley. Crowleys roman Little, Big innehåller en huvudperson som heter Alice Drinkwater.
Chabon är starkt influerad av sitt judiska påbrå och de tecknade seriernas värld. Bland annat har han skrivit manusförslag till filmatiseringarna av X-Men, Fantastic Four och Spiderman men endast fått bidra på manuset till Spider-Man 2, 2004 varav ungefär en tredjedel användes i den slutliga filmen. Han skriver förutom romaner och manus även barnböcker, komedier och noveller. Magasin såsom Playboy, The New Yorker och Harper's Bazaar har publicerat hans texter.

### Romaner
- The Mysteries of Pittsburgh (1988)
- Wonder Boys (1995)
- The Amazing Adventures of Kavalier & Clay (2000)
- The Final Solution (2004)
- The Yiddish Policemen's Union (2007)
- Gentlemen of the Road (2007)

### Ungdomsböcker
- Summerland (2002)

### Novellsamlingar
- A Model World and Other Stories (1991)
- Werewolves in Their Youth (1999)

### Essäsamlingar
- Maps and Legends (2008)

### Utgivet på svenska
- Mysterier i Pittsburgh 1988
- En modellvärld och andra noveller 1993
- Kavalier & Clays fantastiska äventyr 2002

## Priser och utmärkelser
- Pulitzerpriset för skönlitteratur 2001 för The Amazing Adventures of Kavalier & Clay
- Hugopriset 2008 för The Yiddish Policemen's Union
- Nebulapriset 2008 för The Yiddish Policemen's Union